# São Gonçalo do Rio Preto
São Gonçalo do Rio Preto är en kommun i Brasilien.   Den ligger i delstaten Minas Gerais, i den sydöstra delen av landet, 500 km sydost om huvudstaden Brasília. Antalet invånare är 3 039.
I omgivningarna runt São Gonçalo do Rio Preto växer huvudsakligen savannskog. Runt São Gonçalo do Rio Preto är det glesbefolkat, med 9 invånare per kvadratkilometer.